# Llista de municipis d'Udine
Aquesta és una llista de municipis de la província d'Udine, amb el nom tant en italià com en friülà, així com la regió a la qual pertanyen.
| Italià                    | Friülà                 | regió del Friül              |
| ------------------------- | ---------------------- | ---------------------------- |
| Aiello del Friuli         | Dael                   | Basse orientâl               |
| Amaro                     | Damâr                  | Cjargne                      |
| Ampezzo (Udine)           | Dimpeç                 | Cjargne                      |
| Aquileia                  | Aquilee o Acuilee      | Basse orientâl               |
| Arta_Terme                | Darte                  | Cjargne                      |
| Artegna                   | Dartigne               | Friûl di Mieç                |
| Attimis                   | Atimis                 | Friûl di Mieç                |
| Bagnaria Arsa             | Bagnarie               | Basse orientâl               |
| Basiliano (Udine)         | Basilian               | Friûl di Mieç                |
| Bertiolo                  | Bertiûl                | Friûl di Mieç                |
| Bicinicco                 | Bicinins               | Friûl di Mieç                |
| Bordano                   | Bordan                 | Friûl di Mieç                |
| Buja                      | Buie                   | Friûl di Mieç                |
| Buttrio                   | Buri                   | Friûl di Mieç                |
| Camino al Tagliamento     | Cjamin di Codroip      | Friûl di Mieç                |
| Campoformido              | Cjampfuarmit           | Friûl di Mieç                |
| Campolongo Tapogliano     | Cjamplunc              | Basse orientâl               |
| Carlino (Udine)           | Cjarlins               | Basse ocidentâl              |
| Cassacco                  | Cjassà                 | Friûl di Mieç                |
| Castions di Strada        | Cjasteons di Strade    | Friûl di Mieç                |
| Cavazzo Carnico           | Cjavaç                 | Cjargne                      |
| Cercivento                | Çurçuvint              | Cjargne                      |
| Cervignano del Friuli     | Çarvignan              | Basse orientâl               |
| Chiopris-Viscone          | Cjopris e Viscon       | Friûl di Mieç                |
| Chiusaforte               | Scluse                 | Cjanâl dal Fier              |
| Cividale del Friuli       | Cividât                | Valadis dal Natison          |
| Codroipo                  | Codroip                | Friûl di Mieç                |
| Colloredo di Monte Albano | Colorêt di Montalban   | Friûl di Mieç                |
| Comeglians                | Comelians              | Cjargne                      |
| Corno di Rosazzo          | Cuar di Rosacis        | Cuei                         |
| Coseano                   | Cosean                 | Friûl di Mieç                |
| Dignano                   | Dignan                 | Friûl di Mieç                |
| Dogna                     | Dogne                  | Cjanâl dal Fier              |
| Drenchia                  | Drencje                | Valadis dal Natison          |
| Enemonzo                  | Enemonç                | Cjargne                      |
| Faedis                    | Faedis                 | Friûl di Mieç                |
| Fagagna                   | Feagne                 | Friûl di Mieç                |
| Fiumicello                | Flumisel               | Basse orientâl               |
| Flaibano                  | Flaiban                | Friûl di Mieç                |
| Forgaria nel Friuli       | Forgjarie              | Friûl di Mieç                |
| Forni Avoltri             | For di Avoltri         | Cjargne                      |
| Forni di Sopra            | For Disore             | Cjargne                      |
| Forni di Sotto            | For Disot              | Cjargne                      |
| Gemona del Friuli         | Glemone                | Friûl di Mieç                |
| Gonars                    | Gonars                 | Friûl di Mieç                |
| Grimacco                  | Grimàc                 | Valadis dal Natison          |
| Latisana                  | Tisane                 | Basse ocidentâl              |
| Lauco                     | Lauc                   | Cjargne                      |
| Lestizza                  | Listize                | Friûl di Mieç                |
| Lignano Sabbiadoro        | Lignan                 | Basse ocidentâl              |
| Ligosullo                 | Liussûl                | Cjargne                      |
| Lusevera                  | Lusèvare               | Valadis de Tôr               |
| Magnano in Riviera        | Magnan                 | Friûl di Mieç                |
| Majano                    | Maian                  | Friûl di Mieç                |
| Malborghetto Valbruna     | Malborghèt             | Val Cjanâl                   |
| Manzano                   | Manzan                 | Friûl di Mieç                |
| Marano Lagunare           | Maran                  | Basse ocidentâl              |
| Martignacco               | Martignà               | Friûl di Mieç                |
| Mereto di Tomba           | Merêt di Tombe         | Friûl di Mieç                |
| Moggio Udinese            | Mueç                   | Cjanâl dal Fier              |
| Moimacco                  | Muimans                | Friûl di Mieç                |
| Montenars                 | Montenârs              | Friûl di Mieç                |
| Mortegliano               | Mortean                | Friûl di Mieç                |
| Moruzzo                   | Morùs                  | Friûl di Mieç                |
| Muzzana del Turgnano      | Muçane                 | Basse ocidentâl              |
| Nimis                     | Nimis                  | Friûl di Mieç                |
| Osoppo                    | Osôf                   | Friûl di Mieç                |
| Ovaro                     | Davâr                  | Cjargne                      |
| Pagnacco                  | Pagnà                  | Friûl di Mieç                |
| Palazzolo dello Stella    | Palaçûl                | Basse ocidentâl              |
| Palmanova (Udine)         | Palme                  | Friûl di Mieç                |
| Paluzza                   | Paluce                 | Cjargne                      |
| Pasian di Prato           | Pasian di Prât         | Friûl di Mieç                |
| Paularo                   | Paulâr                 | Cjargne                      |
| Pavia di Udine            | Pavie                  | Friûl di Mieç                |
| Pocenia                   | Pucinie                | Basse ocidentâl              |
| Pontebba                  | Pontebe                | Val Cjanâl e Cjanâl dal Fier |
| Porpetto                  | Porpê]                 | Basse ocidentâl              |
| Povoletto                 | Paulêt                 | Friûl di Mieç                |
| Pozzuolo del Friuli       | Puçui                  | Friûl di Mieç                |
| Pradamano                 | Pradaman               | Friûl di Mieç                |
| Prato Carnico             | Prât                   | Cjargne                      |
| Precenicco                | Prissinins             | Basse ocidentâl              |
| Premariacco               | Premariâs              | Friûl di Mieç                |
| Preone                    | Preon                  | Cjargne                      |
| Prepotto                  | Prepot                 | Cuei                         |
| Pulfero                   | Pulfar                 | Valadis dal Nadison          |
| Ragogna                   | Ruvigne                | Friûl di Mieç                |
| Ravascletto               | Ravasclêt              | Cjargne                      |
| Raveo                     | Raviei                 | Cjargne                      |
| Reana del Rojale          | Reane dal Roiâl        | Friûl di Mieç                |
| Remanzacco                | Remanzâs               | Friûl di Mieç                |
| Resia                     | Resie                  | Val Resie                    |
| Resiutta                  | Resiute                | Cjanâl dal Fier              |
| Rigolato                  | Rigulât                | Cjargne                      |
| Rive d'Arcano             | Rivis d'Arcjan         | Friûl di Mieç                |
| Rivignano                 | Rivignan               | Basse ocidentâl              |
| Ronchis                   | Roncjis di Tisane      | Basse ocidentâl              |
| Ruda (Udine)              | Rude                   | Basse orientâl               |
| San Daniele del Friuli    | Sant Denêl             | Friûl di Mieç                |
| San Giorgio di Nogaro     | Sant Zorç di Noiâr     | Basse ocidentâl              |
| San Giovanni al Natisone  | Sant Zuan dal Nadison  | Friûl di Mieç                |
| San Leonardo (Udine)      | Sant Lenart            | Valadis dal Nadison          |
| San Pietro al Natisone    | San Pieri dai Sclavons | Valadis dal Nadison          |
| San Vito al Torre         | Sant Vît de Tor        | Basse orientâl               |
| San Vito di Fagagna       | Sant Vît di Feagne     | Friûl di Mieç                |
| Santa Maria la Longa      | Sante Marie la Lungje  | Friûl di Mieç                |
| Sauris                    | Sauris                 | Cjargne                      |
| Savogna di Cividale       | Savogne di Udin        | Valadis dal Nadison          |
| Sedegliano                | Sedean                 | Friûl di Mieç                |
| Socchieve                 | Soclêf                 | Cjargne                      |
| Stregna                   | Stregne                | Valadis dal Nadison          |
| Sutrio                    | Sudri                  | Cjargne                      |
| Taipana                   | Taipane                | Valadis de Tôr               |
| Talmassons                | Talmassons             | Friûl di Mieç                |
| Tapogliano                | Tapoian                | Basse orientâl               |
| Tarcento                  | Tarcint                | Valadis de Tôr               |
| Tarvisio                  | Tarvis                 | Val Cjanâl                   |
| Tavagnacco                | Tavagnà                | Friûl di Mieç                |
| Teor                      | Teôr                   | Basse ocidentâl              |
| Terzo d'Aquileia          | Tierç                  | Basse orientâl               |
| Tolmezzo                  | Tumieç                 | Cjargne                      |
| Torreano                  | Torean                 | Valadis dal Natison          |
| Torviscosa                | Tor di Zuin            | Basse orientâl               |
| Trasaghis                 | Trasaghis              | Friûl di Mieç                |
| Treppo Carnico            | Trep di Cjargne        | Cjargne                      |
| Treppo Grande             | Trep Grant             | Friûl di Mieç                |
| Tricesimo                 | Tresesin               | Friûl di Mieç                |
| Trivignano Udinese        | Trivignan              | Friûl di Mieç                |
| Udine                     | Udin                   | Friûl di Mieç                |
| Varmo                     | Vildivar               | Friûl di Mieç                |
| Venzone                   | Vençon                 | Friûl di Mieç                |
| Verzegnis                 | Verzegnis              | Cjargne                      |
| Villa Santina             | Vile di Cjargne        | Cjargne                      |
| Villa Vicentina           | Vile Visintine         | Basse orientâl               |
| Visco                     | Visc                   | Basse orientâl               |
| Zuglio                    | Zui                    | Cjargne                      |